# Peter Knapp

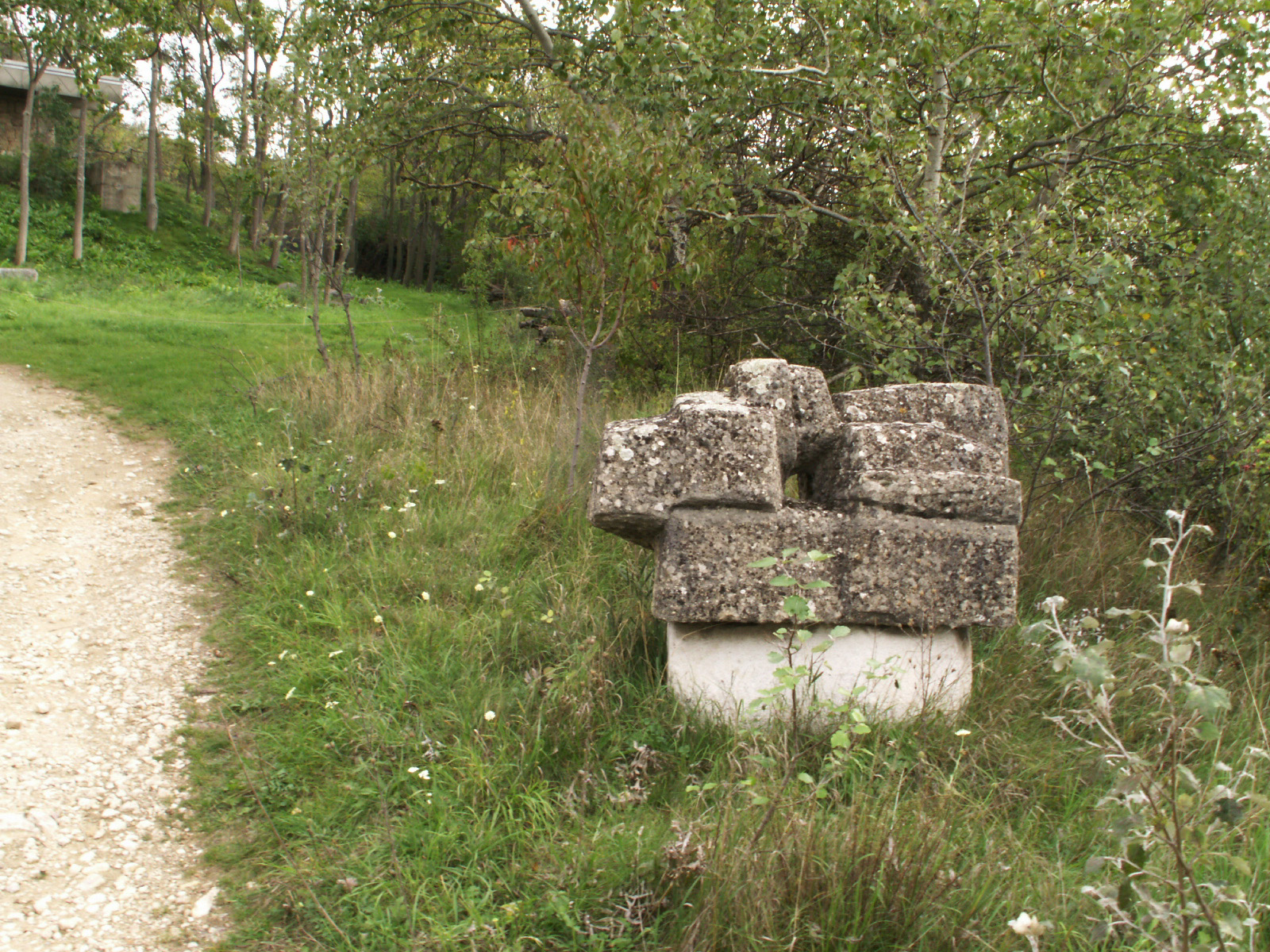
Ohne Titel (1964), Sankt Margarethen im Burgenland

Peter Knapp (Frankfurt am Main, 21 januari 1939 – Limburg an der Lahn, 23 augustus 1978) was een Duitse beeldhouwer.

## Leven en werk
Knapp begon zijn loopbaan als steenhouwer (1959 tot 1960). Vanaf 1960 studeerde hij beeldhouwkunst bij Otto Baum en Rudolf Hoflehner aan de Staatliche Akademie der Bildenden Künste Stuttgart. In 1963 maakte hij een studiereis naar Griekenland. Na zijn studie werkte hij aanvankelijk in een atelier in Frankfurt am Main, later in Berzhahn. In 1964 nam hij deel aan het symposium voor steenbeeldhouwers van Karl Prantl in het Oostenrijkse Sankt Margarethen im Burgenland. Knapp bewerkte zijn stenen en taille directe. De kunstenaar overleed, nog geen veertig jaar oud, in 1978. Hij liet meer dan tweehonderd beelden na, voornamelijk in marmer.
Galerie M50 in Frankfurt am Main hield in 2009 een tentoonstelling van zijn werk als Hommage an Peter Knapp.

## Werken (selectie)
- 1964 Ohne Titel, Symposion Europäischer Bildhauer in Sankt Margarethen im Burgenland
- 1973 Marmor nr. 126, Gießener Kunstweg in Gießen
- 1977 Streichelsteine (Muschelkalk), Große Bockenheimer Straße in Frankfurt am Main